# Max Planck
Max Karl Ernst Ludwig Planck, född 23 april 1858 i Kiel, död 4 oktober 1947 i Göttingen, var en tysk teoretisk fysiker och främste upphovsman till kvantteorin, vilket också gav honom Nobelpriset i fysik 1918. Han har givit namn åt Plancks konstant.

## Biografi

### Tidiga år
Planck kom från en intellektuell familj. Hans farfar och farfars far var professorer i teologi i Göttingen. Fadern, Wilhelm von Planck, var professor i lagrätt i Kiel och München, och farbrodern var domare.
Planck föddes i Kiel som nummer sex i syskonskaran, varav två syskon var från faderns tidigare äktenskap. Ett av hans tidiga minnen var då preussiska och österrikiska trupper marscherade in i Kiel under det dansk-tyska kriget 1864. Tre år senare flyttade familjen till München, där Planck började i  Königliches Maximiliansgymnasium. Han blev där antagen av läraren Hermann Müller, en matematiker som undervisade honom i, utöver matematik, astronomi och mekanik. Det var också Müller som först lärde Planck om energiprincipen.

### Utbildning
Planck hade en stor fallenhet för musik och behärskade piano, orgel och cello. Utöver det komponerade han också sånger och operor. Hans val föll dock på de teoretiska studierna och då i synnerhet fysik.
En som dock avrådde honom från just fysik var Philipp von Jolly, själv fysikprofessor i München, som hävdade att "inom detta gebit finns inget mer att upptäcka". Planck svarade då att han inte ämnade upptäcka nya ting utan bara att söka förstå de grundläggande begreppen inom fysiken. Han inledde sina studier 1874 vid Münchens universitet och under ledning av Jolly bedrev han de första och enda experimenten i sin vetenskapliga karriär, vilka bestod i undersökningar av diffusionen av väte från upphettat platina. Kort efter övergick han till teoretisk fysik.

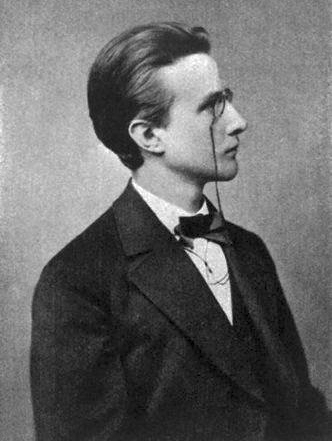
Max Planck 20 år gammal, 1878

År 1877 begav sig Planck till Berlin för ett års studier tillsammans med de berömda fysikerna Hermann von Helmholtz och Gustav Kirchhoff och matematikern Karl Weierstrass. Planck skrev att Helmholtz aldrig riktigt var förberedd, uttryckte sig sävligt, gjorde upprepade felberäkningar och tråkade ut sina lyssnare, medan han ansåg att Kirchhoffs föreläsningar var väl förberedda, om än monotona. Trots detta kom Planck att bli nära vän med Helmholtz. 
Han bedrev sina studier i huvudsak genom egenstudier av Rudolf Clausius skrifter, vilket inspirerade honom att välja termodynamik som sitt huvudsakliga ämne. 
I oktober 1878 avlade Planck sin examen och disputerade 1879. Han undervisade en kortare tid i matematik och fysik vid sin tidigare skola i München. I juni 1880 presenterade han sin habilitationsavhandling, (Jämviktstillståndet hos isotropa kroppar vid olika temperaturer).

### Universitetskarriär
I väntan på att bli erbjuden en akademisk befattning föreläste Planck under en tid som oavlönad privatdocent i München. I april 1885 erbjöds han så, av Christian-Albrechts-Universität i Kiel, en professur inom teoretisk fysik där han fortsatte sina studier kring entropin, i synnerhet den som tillämpas inom fysikalisk kemi. Han föreslog också en termodynamisk grund för Svante Arrhenius teori om elektrolytisk dissociation.
Inom fyra år blev han utnämnd till Kirchhoffs efterträdare vid Berlins universitet, antagligen på rekommendation av Helmholtz. Och 1892 hade han uppnått full professur. År 1907 blev Planck erbjuden att efterträda Ludwig Boltzmanns plats i Wien, då denne avlidit, men tackade nej. 
1909 föreläste han vid Columbia University i New York. Han drog sig tillbaka från Berlin den 10 januari 1926 och efterträddes av Erwin Schrödinger.

### Kvantmekanikens tillkomst
I slutet av 1800-talet studerade många fysiker svartkroppsstrålningen eftersom den klassiska beskrivningen av fenomenet, Rayleigh-Jeans lag, ledde till den så kallade ultravioletta katastrofen, det vill säga att, för höga frekvenser, blev den utstrålade intensiteten oändlig. Att detta uppenbart orimliga resultat inte heller stämde hade bekräftats i experiment. Wilhelm Wien hade presenterat Wiens lag som gav en korrekt beskrivning av fenomenet vid höga frekvenser men inte vid låga. 
Genom att förena Rayleigh-Jeans och Wiens lagar kunde Planck den 14 december 1900 ge en teoretisk grund för Plancks strålningslag. Det centrala antagandet var att energi bara kunde utsändas i multiplar av en fundamental enhet, {\displaystyle E=h\nu }, där {\displaystyle h} är Plancks konstant och {\displaystyle \nu } är strålningsfrekvensen. Det dröjde många år innan betydelsen av Plancks konstant kunde klarläggas, men den 14 december 1900 räknas som den moderna fysikens födelsedag.

### Familj
I mars 1887 gifte sig Planck med Marie Merck (1861–1909), och flyttade med henne till en andrahandslägenhet i Kiel. De fick fyra barn: Karl (1888–1916), tvillingarna Emma (1889–1919) och Grete (1889–1917) samt Erwin (1893–1945).
Efter flytten till Berlin bodde familjen Planck i en villa i Berlin-Grunewald, Wangenheimstraße 21. Flera andra professorer vid Berlins Universitet bodde i närheten, bland dem den berömda teologen Adolf von Harnack som kom att bli nära vän med Planck. Inom kort blev Plancks villa en samlingspunkt, både kulturellt och socialt, där flera namnkunniga forskare såsom Albert Einstein, Otto Hahn och Lise Meitner var regelbundna besökare. 
Efter flera lyckliga år drabbades familjen av motgång då hustrun Marie Planck avled i tuberkulos i oktober 1909. I mars 1911 gifte Planck om sig med Marga von Hoesslin (1882–1948) och i december samma år föddes hans tredje son Hermann.
Under första världskriget dödades Plancks äldste son Karl i en strid i staden Verdun i Frankrike (se: slaget vid Verdun), samtidigt tillfångatogs sonen Erwin. Dottern Grete dog 1917 i samband med födandet av hennes första barn. Systern Emma, som hade gift sig med systerns änkeman, dog två år senare under liknande omständigheter. Båda systrarnas barn överlevde dock och tilldelades mödrarnas namn. Max Planck genomlevde förlusterna med ett stoiskt förlitande till ödets nycker.
Sonen Erwin, som tidigare fängslats i Frankrike, avrättades av nazisterna 1945 efter att ha medverkat i det misslyckade 20 juli-attentatet mot Adolf Hitler.

### Professuren vid Berlins universitet
Planck anslöt sig till det lokala fysikerförbundet i Berlin och beskrev senare tiden där som: "Jag möttes av skepsis då jag, som enda teoretisk fysiker, började tala om entropin som då ansågs vara en matematisk imaginär". Planck initierade senare sammanslagningen av de olika fysikerförbunden som blev Tyska Fysikerförbundet (Deutsche Physikalische Gesellschaft) år 1898, han var dess ordförande mellan 1905 och 1909.  Under sin tid vid universitetet höll han bland annat en sex månader lång kurs i teoretisk fysik, som den österrikiske fysikern Lise Meitner beskrev som "alldaglig och opersonlig". En engelsk deltagare, James R. Partington, sa "Han förmedlade sin kunskap med lätthet och utan anteckningar". Plancks kurs blev aldrig större än att endast 20 deltagare genomgick den. Ett urval av dem är som följer:
Max Abraham 1897 (1875–1922)
Moritz Schlick 1904 (1882–1936)
Walther Meißner 1906 (1882–1974)
Max von Laue 1906 (1879–1960)
Fritz Reiche 1907 (1883–1960)
Walter Schottky 1912 (1886–1976)
Walther Bothe 1914 (1891–1957)

### Einstein och relativitetsteorin
1905 publicerade den vetenskapliga tidskriften, Annalen der Physik, tre artiklar skrivna av den vid tidpunkten okände Albert Einstein. En av artiklarna var den speciella relativitetsteorin vilken Planck var snabb att uppmärksamma och framhålla som mycket betydelsefull. Han bidrog även till dess utveckling och snart var den allmänt accepterad i Tyskland. 
Einsteins hypotes om ljuskvanta (fotoner), vilken baserade sig på Philipp Lenards upptäckt av den fotoelektriska effekten, ratades till en början av Planck som inte helt ville räkna bort James Clerk Maxwells teori om elektrodynamik.
1910 uppmärksammade Einstein ovanligheterna i ämnens värmekapacitivitet vid låga temperaturer och framhöll det som ännu ett exempel på fenomen som inte kunde förklaras med traditionell fysik.

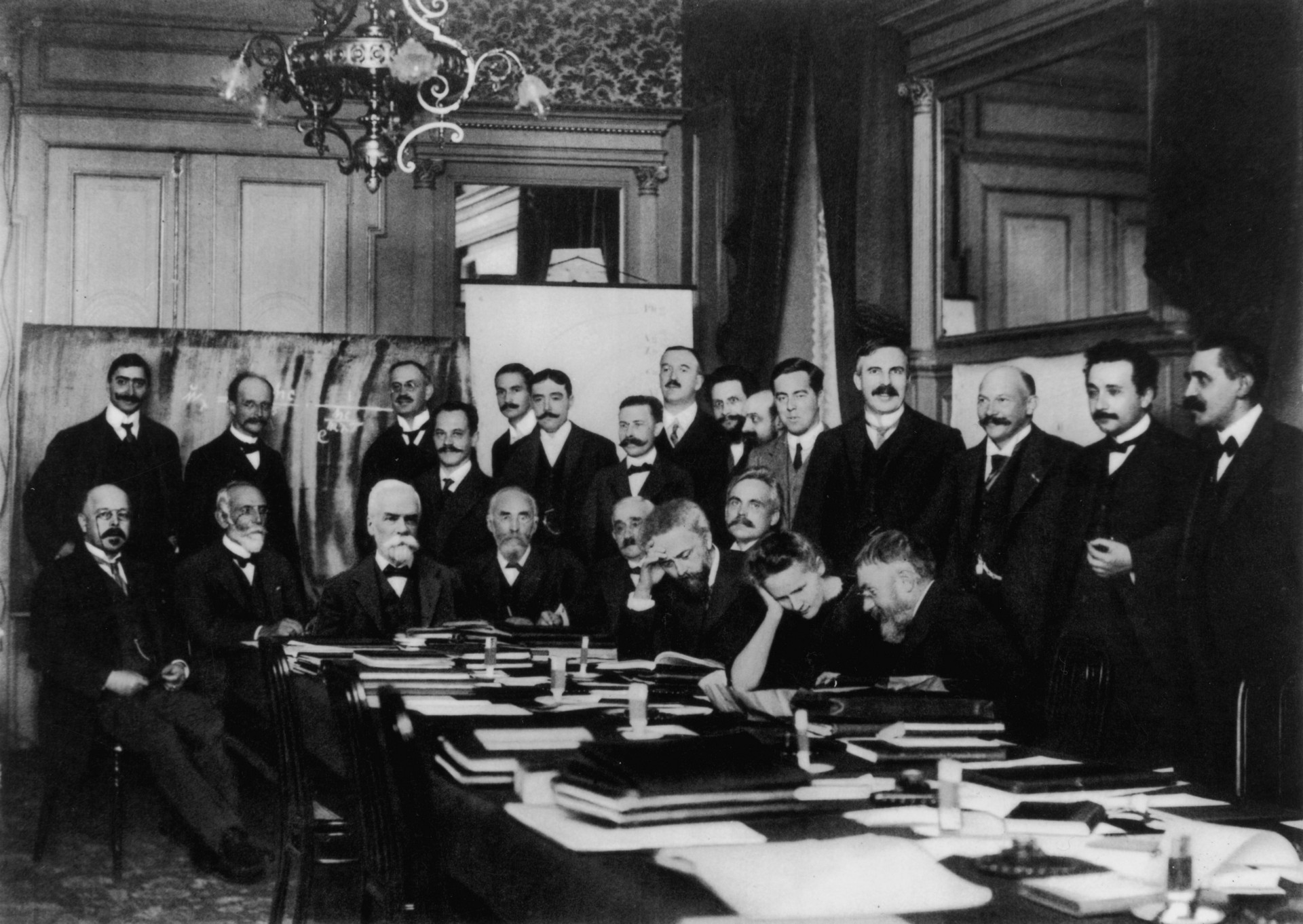
Solvay-konferensen 1911. Planck står upp på andra plats från vänster.

För att reda ut den ökande mängden motsägelser inom fysiken arrangerade Planck och Walther Nernst den första Solvay-konferensen i Bryssel 1911. Det var under den konferensen som Einstein lyckades övertyga Planck om fotonteorin. Samtidigt hade Planck utsetts till dekanus vid Berlins universitet där han erbjöd Einstein en ny professur 1914. De två vetenskapsmännen utvecklade en nära vänskap och umgicks även privat.

### Nazisterna och andra världskriget
I och med maktskiftet 1933, då nazisterna vunnit makten, inleddes ett stort uttåg av forskare från Tyskland. Planck kunde bara se på när flera av hans judiska vänner och kollegor avskedades från sina poster, fängslades och förnedrades. Trots Plancks vädjan emigrerade hundratals akademiker från Tyskland. Hans förhoppning var att krisen snabbt skulle ebba ut. Samtidigt bestod problemet i att utvandrande akademiker av icke-judiskt påbrå konkurrerade med judiska dito vars chanser till vidare jobb i Tyskland var uteslutna.
Den tyske kemisten Otto Hahn bad Planck att samla välkända tyska professorer i syfte att få till stånd en officiell proklamation rörande behandlingen av judiska professorer. Planck svarade då ”Om man lyckas samla 30 sådana gentlemän i dag, kommer 150 andra att i morgon ställa sig emot dem i ivern efter professorsposter”
Med Planck i ledande ställning lyckades Kaiser Wilhelm-sällskapet undvika en öppen konflikt med nazisterna, med undantag av den tyske kemisten, tillika juden, Fritz Haber. Planck vädjade till Adolf Hitler men utan framgång. Året därpå, 1934, avled Haber i exil.
Ett år efter Habers död, då Planck varit ordförande för KWI sedan 1930, höll han, i vad som kunde betraktas som en provokation, en officiell minneskonferens för Haber.
Han lyckades även att under flera år, i hemlighet låta flera judiska forskare fortsätta sina arbeten i olika institut inom KWG. 1936 löpte Plancks mandatperiod ut och regeringen, med nazisterna i ledningen avrådde bestämt Planck från att kandidera för omval.
I Tyskland hårdnade det politiska klimatet och den tyske fysikern tillika nazisten, Johannes Stark, kritiserade Planck, Arnold Sommerfeld och Werner Heisenberg och kallade dem för ”vita judar” för att de fortsatte lära ut Einsteins läror. Den tyska regeringens enhet för forskning gjorde efterforskningar om Plancks förfäder men det enda de fann var att han var 1/16 del judisk.
1938 fyllde Planck 80 år och det Tyska fysikerförbundet (Deutsche Physikalische Gesellschaft) höll en officiell tillställning där Max Planck-medaljen tilldelades den franske fysikern Louis de Broglie. I slutet av 1938 förlorade den Preussiska vetenskapsakademien sitt oberoende då den övertogs av den nazistiska regeringen som ett led i det pågående Gleichschaltung. Planck protesterade genom att lämna sina officiella poster. Han fortsatte dock att resa flitigt och ge offentliga tal. I en ålder av 85 år var han fortfarande stark nog att kunna bestiga 3000-meterstoppar i Alperna. På grund av de allierades allt intensivare bombningar av Berlin under andra världskriget tvingades Planck och hans fru att tillfälligt lämna staden och flytta ut på landsbygden. 1942 skrev han: "Inom mig växer sig en önskan allt starkare att få leva och se vändningen, den nya tiden"  I februari 1944 bombades Berlin, och ett av husen som förstördes var Plancks. Attacken förstörde också alla hans forsknings- och utmärkelsebrev.

### De sista åren

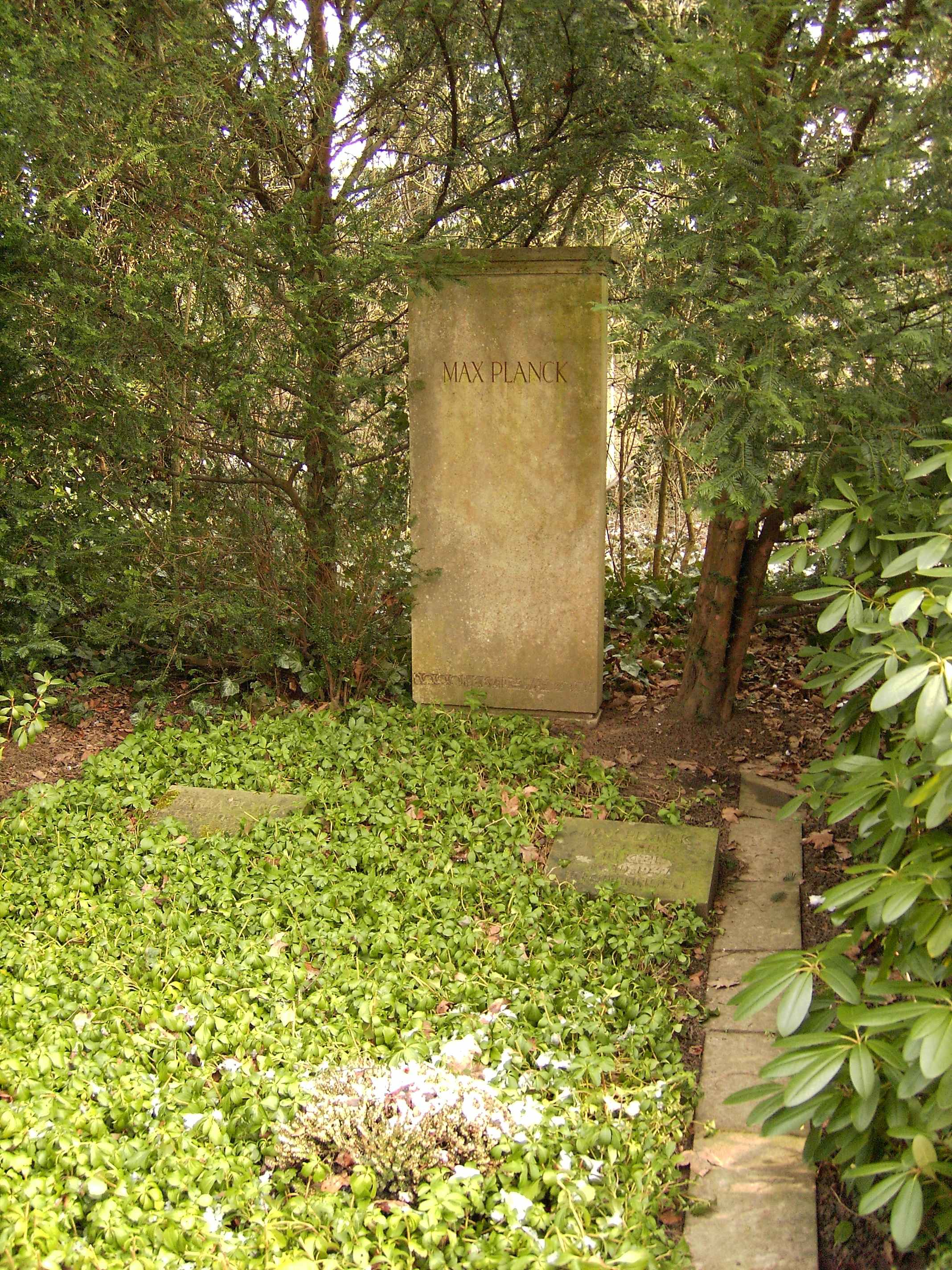
Max Plancks grav i Göttingen.

Efter kriget flyttade Planck till en släkting i Göttingen. Samtidigt samlades flera tyska fysiker i staden, i syfte att återupprätta Kaiser Wilhelm-institutet. I juli 1945 gick Planck med på att verka som dess ordförande, en sista gång. Trots sin sviktande hälsa fortsatte han sina resor och föreläsningar. Den 1 april 1946 efterträddes han som ordförande för KWG av Otto Hahn. Den brittiska ockupationsmakten insisterade på en namnändring av institutet och i februari 1948, ett halvår efter Plancks död, ändrades namnet till nuvarande Max Planck-institutet. Max Planck avled den 4 oktober 1947, 89 år gammal, i sviterna av ett fall och flera slaganfall. Han begravdes i staden Göttingen.

## Hedersbetygelser
- 1915 Pour le Mérite
- 1918 Nobelpriset i fysik
- 1922 invald som ledamot av Kungliga Vetenskapsakademien
- 1927 den första Lorentzmedaljen
- 1928 Adlerschild des Deutschen Reiches
- 1929 Max Planck-medaljen
- hedersdoktor vid universiteten i Frankfurt a.M., München, Rostock, Berlin, Graz, Athen, Cambridge, London och Glasgow
- 1938 uppkallades asteroiden Planckia efter honom
- 1945 Goethepriset
- från 1957 till 1971 visade Västtysklands 2-DM-mynt Max Planck på baksidan